# Countisbury
Countisbury är en by i Brendon and Countisbury i North Devon i Storbritannien. Den ligger i grevskapet Devon och riksdelen England, i den södra delen av landet, 260 km väster om huvudstaden London. Countisbury var en civil parish fram till 2013 när blev den en del av Brendon & Countisbury. Civil parish hade 66 invånare år 2001.